# Ladislau Schmidt

Mozaic de Ladislau Schmidt în sala de apel de la Mina Petrila

Ladislau Schmidt (n. 1 iulie 1930, Petrila – d. 27 decembrie 1994) a fost un artist plastic și sculptor român.

## Viața
Ladislau Schmidt a fost fiul obermaisterului Francisc și al Victoriei. S-a născut în ziua în care tatăl său încheia lucrările tunelului de la intrarea în Petrila și se tăia panglica inaugurală.
Încă din timpul școlii, din 1943, a fost „copil angajat” la firma locală Willdmann. Provenind dintr-o familie minerească  și de disciplină nemțească, a învățat ce înseamnă munca și că nici o formă a acesteia nu trebuie disprețuită.
În 1947 s-a angajat la mina Petrila trecând prin toate fazele: de la potcovar la fierar calificat și miner. Între cele două schimburi la muncă, ieșea din subteranul minei pentru a merge la Școala populară de arte din Petroșani.
În anul 1969, timp de o lună și jumătate, a lucrat sub îndrumarea profesorului artist sculptor Mihai Onofrei.  Acesta afirma: "(..) În atelierul meu, de la prima lucrare m-a impresionat. Abilitatea în a mânui pământul modelând formele, expresia ce i-a dat, au arătat că este un artist înnăscut, fără școală.(..)"
Aristide Buhoiu a realizat în vara anului 1970 o emisiune TV despre Ladislau Schmidt, ce avea sa impresioneze și, în urma căreia, Ion Desideriu Sîrbu, originar și el din Petrila, primea scrisori la Craiova, fiind felicitat pentru Petrila și transmițându-i-se lauri pentru prietenul său Ladislau Schmidt.
Ion D. Sîrbu este entuziasmat și scrie articolul "Un talent autentic își caută împlinirea". Îl considera "un prieten de destin și de vocație" și afirma:"(..) Nu mă interesează că nu a studiat în academii; și ulița și mina, și mediul pot fi convertite in studiu. Știe să deseneze ca un virtuoz, are în mână siguranța complexă a talentului.(..)"
În anul 1985 a devenit membru de onoare al Societății Numismatice Române.
La 22 decembrie 1994 Consiliul local al Primăriei i-a acordat titlul de Cetățean de onoare al orașului Petrila.
S-a stins din viață la 27 decembrie 1994, în urma cancerului de colon. Este înmormântat în cimitirul din Petrila.

## Afilieri
Ladislau Schmidt a fost membru fondator al Secției numismatice Petroșani a Societății Numismatice Române.

## Premii
- 1955, București - premiul I pictură pentru lucrarea Eliberarea la Expoziția organizată de A.R.L.U.S.
- 1958, Katowice - premiul I sculptură pentru lucrarea basorelief Minerii, la Expoziția organizată cu prilejul Conferinței Internaționale a Mineritului.
- 1959, Petrila, expoziție colectivă cu prilejul "Zilei Mineritului".
- 1975, Suceava, participă la Expoziție de artă plastică și fotografică organizată de Uniunea sindicatelor din întreprinderile miniere, petrol, geologie și energie electrică.
- 1977, Petroșani, premiul I și "Lampa de aur" pentru sculptură la expoziția-concurs din cadrul Festivalului de muzică ușoară, poezie, arte plastice și foto "Cântecul adâncului".
- 1978, Petrila, prima Expoziție personală de sculptură și pictură.
- 1978, Petroșani, la Muzeul Mineritului, prima Expoziție personală de sculptură și pictură (la nivelul municipiului)
- La ediția a II-a a Festivalului Național „Cântarea României” a creației literare și arte plastice de amatori, din 1979, în faza județeană, Ladislau Schmidt a fost premiat la secțiunea sculptură.[2]
- 1992, 28 iunie, Petroșani, inaugurează Galeriile de artă ale Fundației Culturale "Ion D. Sîrbu", cu expoziția retrospectivă de pictură și sculptură, organizată de Fundația Culturală "Ion D.Sîrbu" și Liga Sindicatelor Miniere "Valea Jiului".

## In memoriam
În vara anului 2005 a fost înființată Casa de Cultură „Ladislau Schmidt” din Petrila, pe str. Republicii, nr. 51, în care a fost mutată și biblioteca orășenească. După ample lucrări de reabilitare, la 17 februarie 2012, la Petrila a fost reinaugurată Casa de Cultură „Ladislau Schmidt”.
La 27 august 2009 lui Ladislau Schmidt (H.C.L.Nr.211) și Ion Dezideriu Sîrbu (H.C.L.Nr.210) li s-a conferit, post-mortem, titlul de "Cetățean de Onoare al municipiului Petroșani", pentru întreaga lor activitate culturală.

## Opera
Despre Ladislau Schmidt se spune că învăța natural, din sine și de unde putea. Aproape nimic din domeniul acestora nu-i va rămâne neîncercat.
Opera lui cuprinde monumente, sculptură relief și basorelief, numismatică și filatelie, sculptură, pictură, grafică.

### Artă monumentală
- 1964 Monumentul Izvorul Meseriilor
- 1966 Fântâni arteziene
- 1966 Rapsodii (Rugăciune înainte de naștere, Viața)
- 1974 Din adâncuri spre lumină, sau Nici o lacrimă, monument ridicat în fața Casei de Cultură Ladislau Schmidt
- 1976 Orașul Petrila, monument la intrarea în Petrila
- 1976 Ștafeta Generațiilor ,monument la intrarea în municipiul Petroșani
- 1976 Arc de Triumf, monument macheta expusă la Casa Scânteii ,București
- 1976 Bun Venit In Valea Jiului! monument la intrarea în municipiul Petroșani, în defileu la Polatiște
- 1978 Obeliscul Poarta Sufletelor machetă pierdută
- 1979 Monumentul Jertfa, machetă pierdută
- 1980 Monumentul Spre Cer, machetă pierdută
- 1980 Monumentul Firul Vieții pentru Crâsna din Gorj, machetă pierdută
- 1980 Monumentul Noroc Bun!
- 1983 Monumentul Cărbune și Carte, machetă pierdută
- 1987 Monumentul Avalanșa pentru cei patru alpiniști pieriți sub zăpada din Retezat
- 1987 Alpiniștii, monument funerar
- 1988 Spicul Grâului
- 1991 "Sf.Varvara" basorelief sala de alpel E.M.Petrila
- 1992 "Sf.Varvara" basorelief E.M. Valea de Brazi, recuperată si amplasată in holul CNH
- 1992-1994 In Memoriam cu "Sf.Varvara" și Evoluția mineritului

etc.

### Ilustrație de carte
- Ioan Dan Bălan, Duhul văii: proze scurte, Editura Măiastra, Târgu-Jiu, 2009, ISBN 978-606-516-099-6

## Galerie de imagini

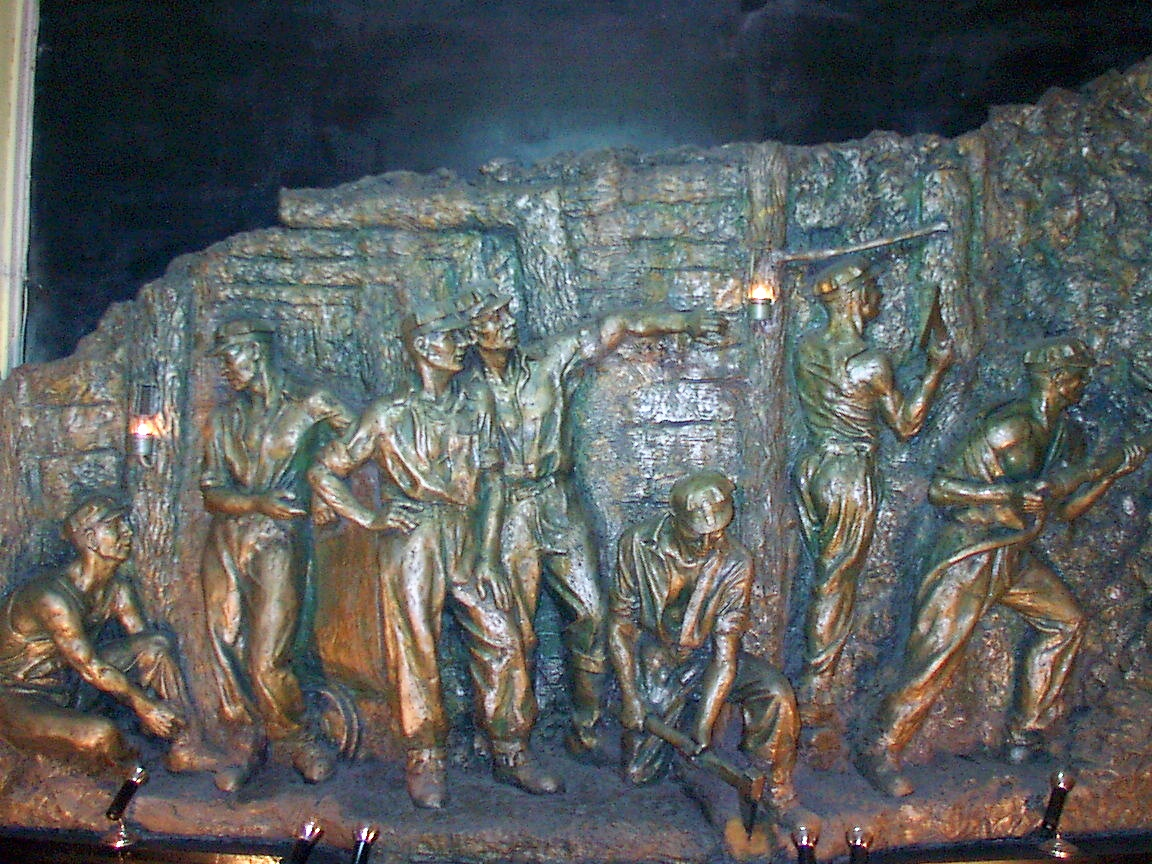
Schimb la locul de munca
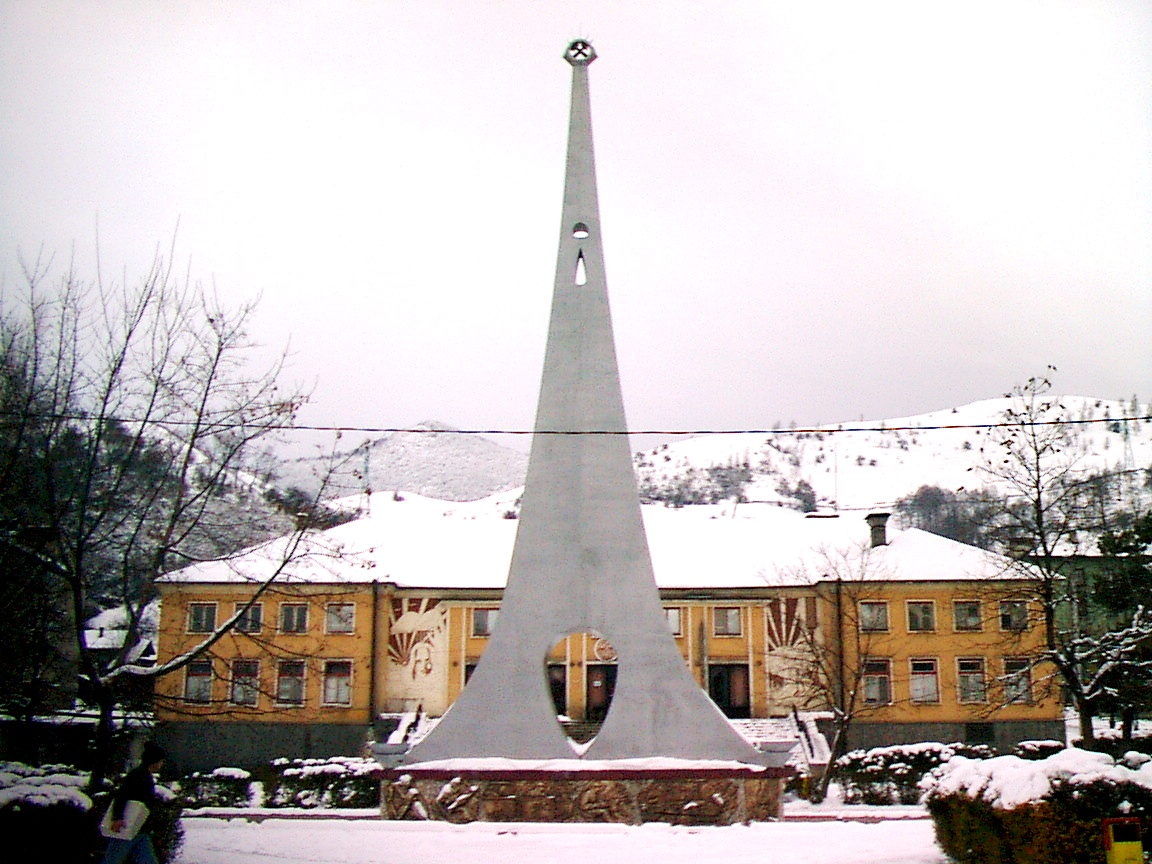
Casa de Cultură Ladislau Schmidt și Obeliscul "Nici o Lacrimă"
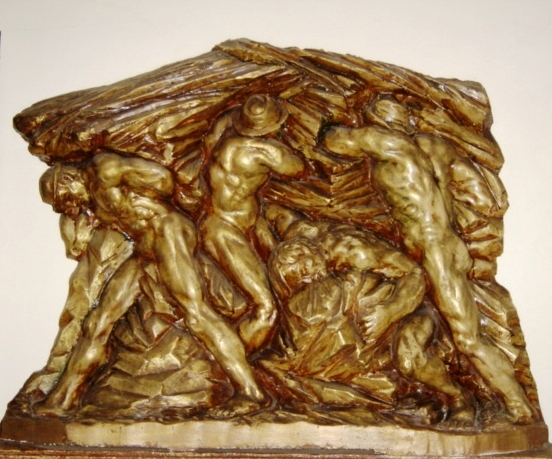
Surpare
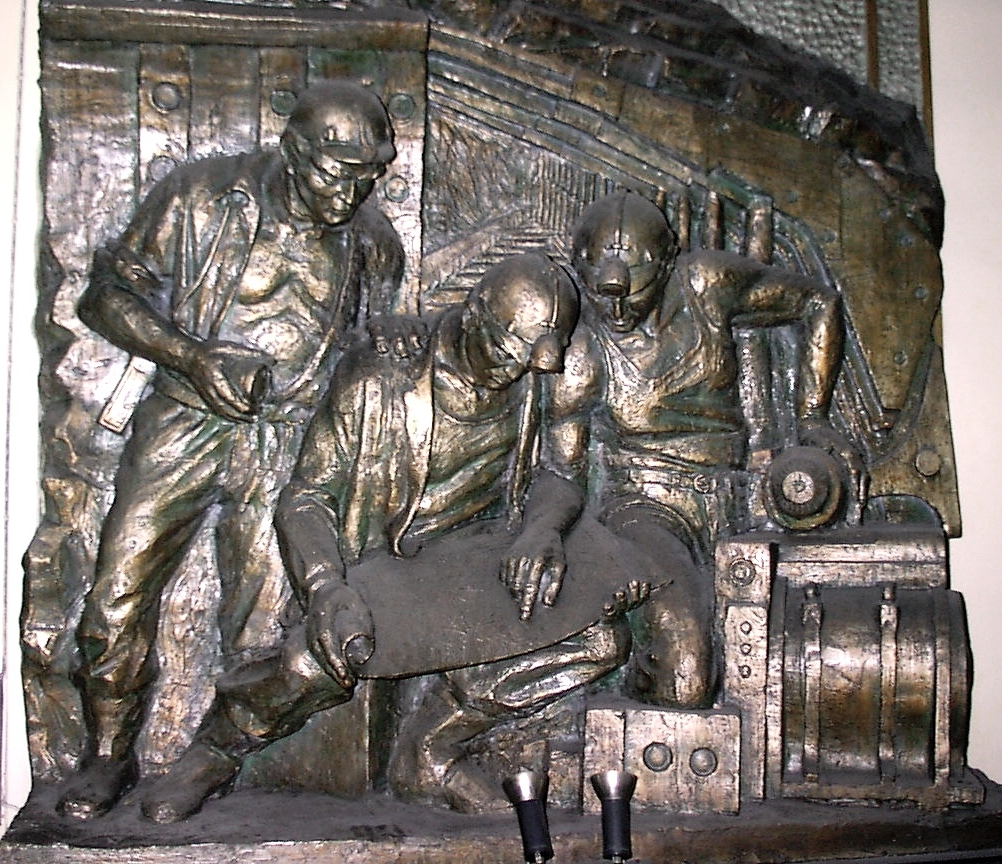
Monografia de armare
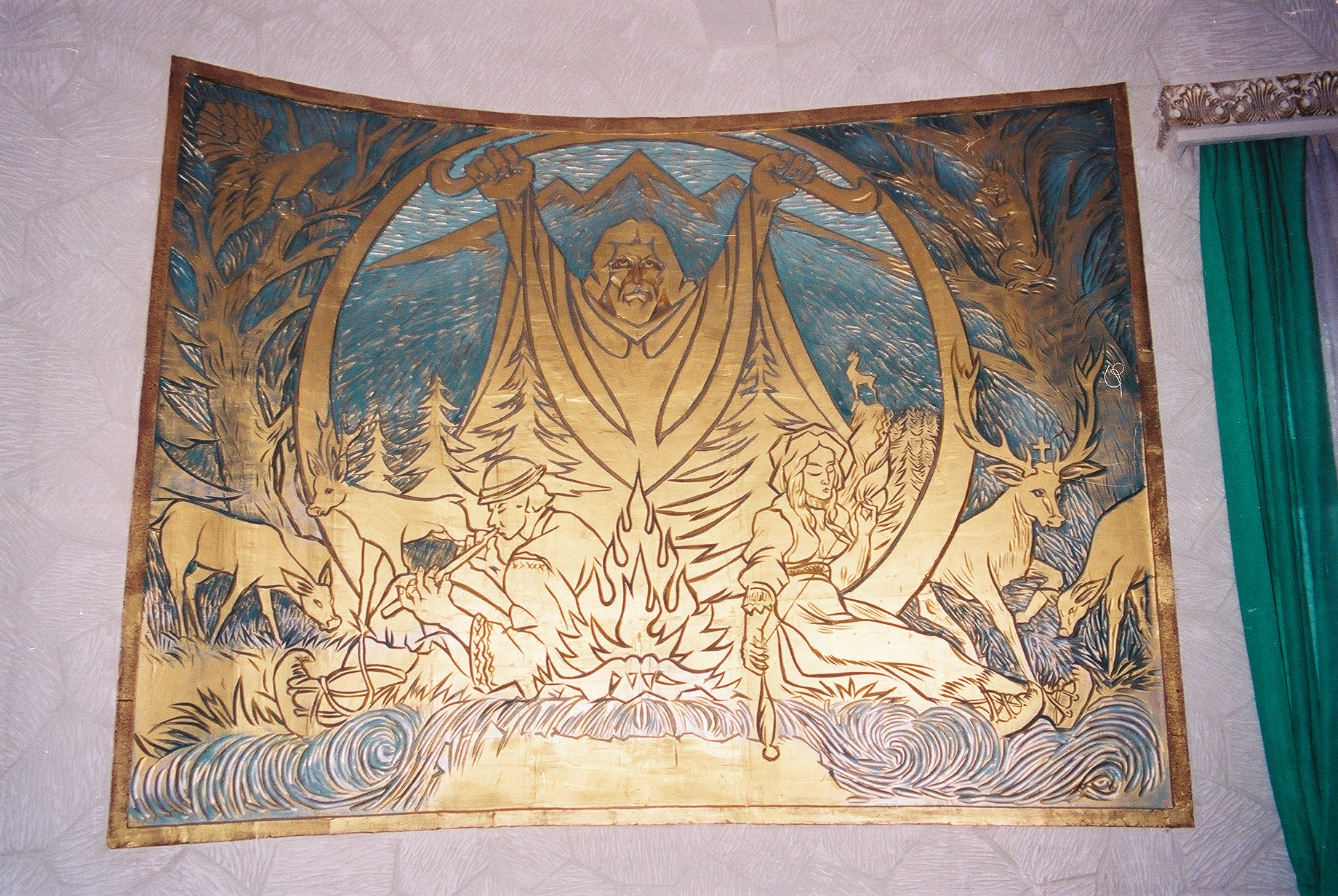
F101000r
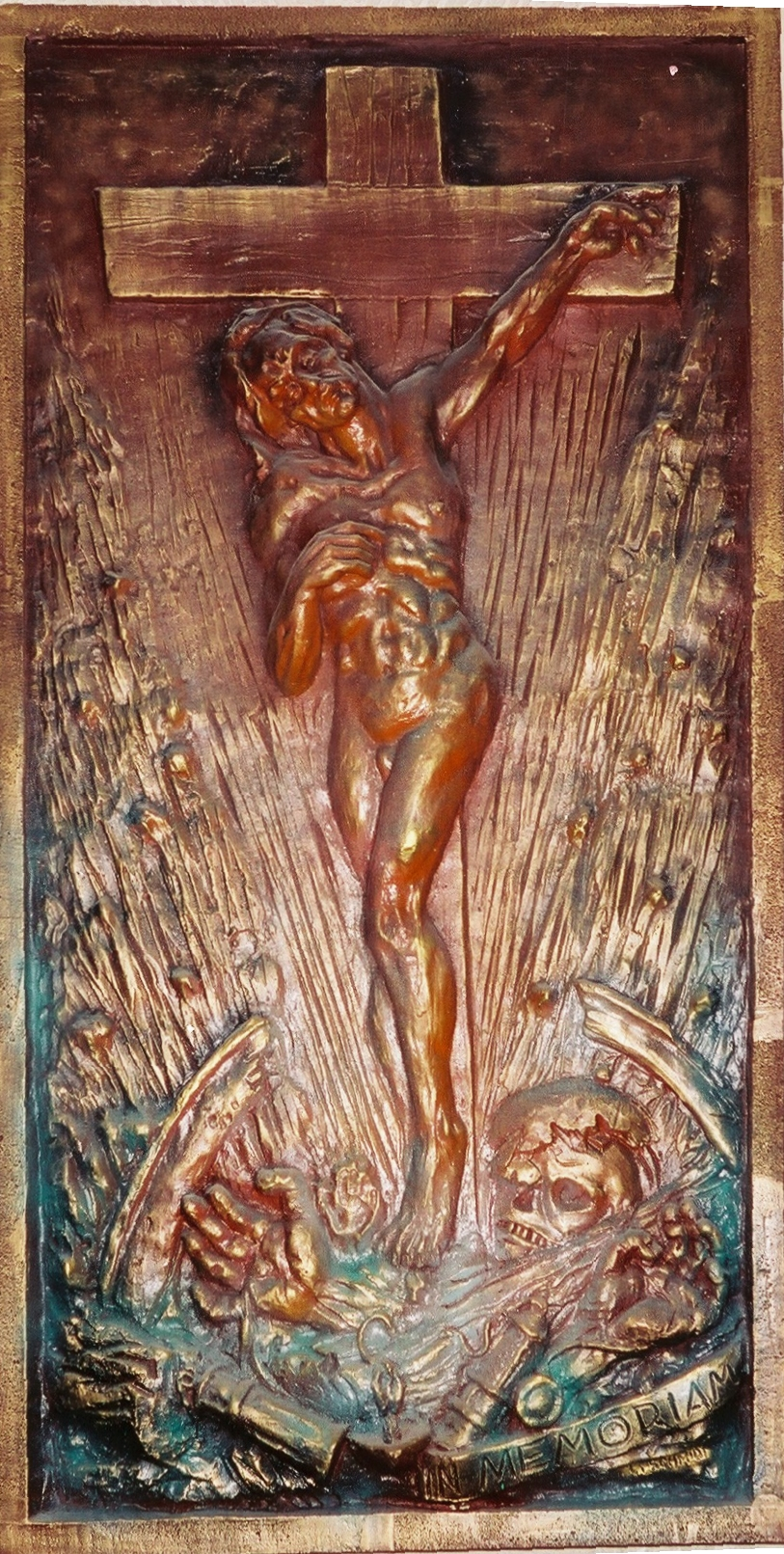
Isus pe cruce